# Simulation (Computerspielgenre)
Simulationen bilden ein Computerspielgenre, in dem reale Prozesse durch digitale Berechnungen (Simulationen) nachgebildet werden.

## Merkmale
Simulationen versuchen in der Regel, einen realen Sachverhalt möglichst originalgetreu in einem Computerspiel umzusetzen. Dabei wird auf Audio/Video-Effekte genauso Wert gelegt wie auf logische Zusammenhänge und beispielsweise physikalische Verhältnisse. Da jedoch nach wie vor der Spielspaß im Vordergrund steht, sind solche Simulationen nicht mit wissenschaftlichen zu vergleichen. Simulationsspiele mit einem bildenden Charakter, der über dem Unterhaltungswert steht, werden auch als Serious Game bezeichnet. Ein Lernspiel hingegen soll gezielt Wissen oder Fähigkeiten vermitteln oder prüfen. Simulationsspiele überschneiden sich oft mit anderen Computerspielgenres wie dem Strategiespiel, dem Sportspiel oder dem Rennspiel. Oft wird auch versucht reale Marken abzubilden, um Realismus zu schaffen.

## Geschichte
Simulationsspiele gab es bereits vor Computerspielen als Planspiel und in verschiedenen wissenschaftlichen Disziplinen. Durch die Entwicklung der Computertechnologie war es möglich, komplexere Simulationen zu entwickeln. Da diese teuer in der Entwicklung waren, wurde anfangs überwiegend für Unternehmen und die Forschung entwickelt. Durch die Durchsetzung des Heimcomputers und der Spielkonsole entstand auch die Idee, eine Simulation mehr spielerisch zu gestalten.
Die ersten Computerspiele wie Tennis for Two aus dem Jahr 1958 oder OXO aus dem Jahr 1952 waren bereits Simulationsspiele, da sie reale Tätigkeiten wie Tennis oder das Tic-Tac-Toe-Spiel simulierten. In der Mitte der 1980er-Jahre veröffentlichte Codemasters einige Fahrzeug- und Sportsimulationsspiele mit „Simulator“ im Titel. 1984 erschien die erste Städtebausimulation Fortune Builder für den ColecoVision. Der Durchbruch des Genres gelang mit dem von Will Wright im Jahr 1989 entwickelten Spiel SimCity und dessen Nachfolger-Projekte wie SimLife, SimEarth und Die Sims. Heute werden viele Simulationsspiele als Nischenprodukt vermarktet und erfahren eher wenig Erwähnung in der Fachpresse. Einen Massenmarkt stellen hingegen die Rennsimulationen, die Fußballsimulationen und einige Vertreter der Lebenssimulation und Wirtschaftssimulation dar.

## Subgenres

### Leben und Beruf

#### Lebenssimulation

Die Sims war ursprünglich als virtuelles Puppenhaus geplant und stellt heute die erfolgreichste Lebenssimulation dar.

Als Lebenssimulation wird ein Computerspiel bezeichnet, welches eine Simulation und Darstellung eines Lebenszyklus eines Objektes oder einer Person nach vorher definierten Regeln ermöglicht. Damit stellt es eine spezialisierte Unterkategorie des Genres Computersimulation dar und beinhaltet oft auch Echtzeit-Elemente. Teilweise wird dabei noch danach unterschieden, ob der Nutzer, der die Simulation gestartet hat, in das Geschehen interaktiv eingreifen kann (bei Computerspielen üblich), oder ob nach der Festlegung der Regeln und dem Starten des Szenarios die Simulation vollständig alleine abläuft (Automaten- oder KI-Simulationen). Bekannte Beispiele sind Die Sims, Conways Spiel des Lebens, Animal Crossing, Little Computer People, Tomodachi Life. Einige Spiele fokussieren sich auf Teilaspekte des Lebens wie Hauswirtschaft, das Kümmern um Tiere, Kindererziehung oder der Freizeitgestaltung.

#### (Haus-)Tiersimulation

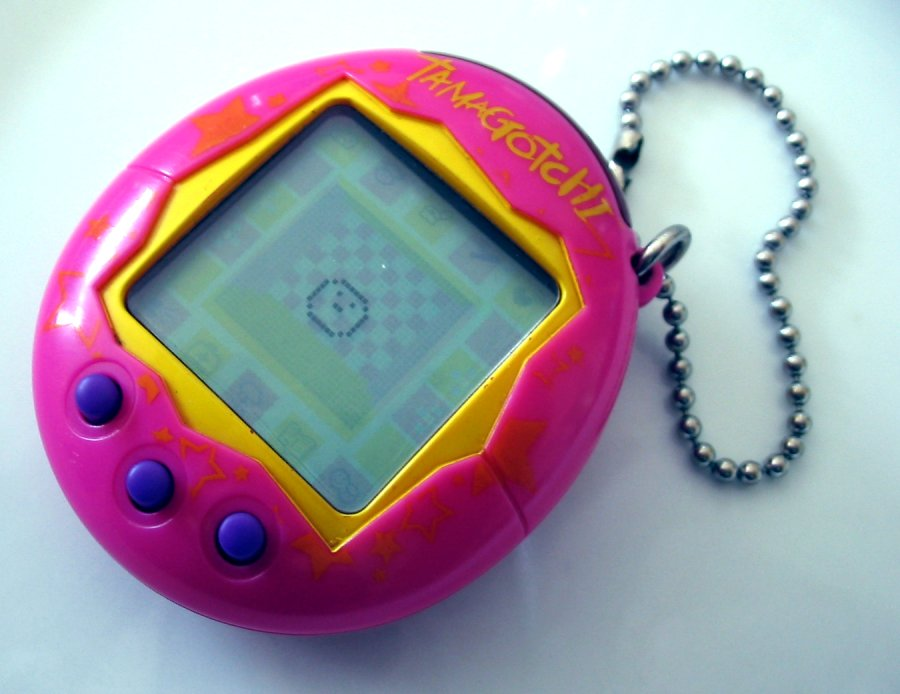
Ein Tamagotchi

Eine Tiersimulation ist ein Subgenre der Lebenssimulation. Hierbei übernimmt der Spieler entweder die Steuerung eines Tieres oder die Pflege des Tieres durch Menschenhand. Bei der zweiten Variante muss der Spieler die Bedürfnisse des Tieres in Form einer Bedürfnisleiste erfüllen und es Pflegen. Gegebenenfalls kann der Spieler auch mit dem Tier spielen, es trainieren, umstylen. Der Spieler hat des Weiteren meist mehrere Anpassungsmöglichkeiten für das Tier und die Möglichkeit andere Tiere zu treffen und mit dem Tier auszugehen. Die Tiere verfügen meist über eine gewisse Autonomie und Eigenart und die gegenseitige Interaktion und Kommunikation zwischen Tier und Spieler spielt eine wichtige Rolle. Gerade jüngere Spieler können eine engere emotionale Bindung zu den virtuellen Tieren aufbauen. Besonders beliebt sind Tiersimulationen als Browserspiel, auf dem Handheld und Handyspiel. Der Erfolg geht auf elektronische Kuscheltiere wie Furby zurück. 1995 wurde das Spiel Dogz und 1996 das Spiel Catz veröffentlicht und wurde zu einem Franchise, das unter dem Namen Petz fortgesetzt wurde. 1996 folgte der Tamagotchi und 1997 Digimon. Weitere bekannte Tiersimulationen sind die Tier-Erweiterungen für Die Sims 2, Die Sims 3, Die Sims 4, Zoo Tycoon, SimAnt, Pou, PetVille, SimAnimals und Nintendogs+Cats.

#### Arbeits- und Techniksimulationen
Berufs- bzw. Arbeitssimulationen bilden einzelne Berufsbilder und Arbeitsplätze ab. Häufig handelt es sich dabei auch um eine Technik- oder Maschinensimulation. Arbeitssimulationen stellen die Arbeitswelt vereinfacht dar und der Spaß steht im Vordergrund, obwohl es auch oft monotone Arbeiten zu erledigen gibt. Es können zwar negative Arbeitsbedingungen eines Berufs dargestellt werden, die aber nie die Auswirkungen für den Spieler wie in der Realität haben können. Motivation von Spielern ist es unter anderem in einen Beruf reinschnuppern und neues zu entdecken, ohne eine entsprechende Ausbildung machen zu müssen. Dabei spielen die Neugier und der Wissensdrang des Spielers eine wichtige Rolle. Die Spieler wollen mehr Experimentieren und Entdecken als Action wie in anderen Spielgenres erleben. Eine weitere wichtige Motivation stellt das Aufleveln der Spielfigur und/oder des Unternehmens bzw. eines Gegenstandes dar. Durch wiederholende, aber entspannende Aufgaben können die Spieler Eskapismus vom echten Leben empfinden und Stress mindern. Hauptzielgruppe sind Kinder und Jugendliche zwischen 7 und 14 Jahren und Männer ab 35 Jahren. Zusätzlicher Realismus soll u. a. durch Bezug zu realen Maschinen oder Orten hergestellt werden. Kommen diese nicht vom Entwickler, gibt es häufig eigene Mod-Communities dafür. Berufssimulationen können Wissen und Interesse für einen Beruf zeigen, ersetzen aber in der Regel nicht die Berufspraxis. Die meisten Spiele werden von der Presse gar nicht oder negativ bewertet, was Spieler aber nicht abschreckt. Bekannte Berufszweige sind:
- Landwirtschaft (z. B. Landwirtschafts-Simulator, Stardew Valley, Harvest Moon oder Story of Seasons)
- das Transportwesen (z. B. Euro Truck Simulator oder Fernbus Simulator),
- der Bergbau, das Handwerk und die technische Wartung (z. B. Car Mechanic Simulator, Garten Simulator, PC Building Simulator oder House Flipper),
- das Bauwesen (z. B. Bau Simulator),
- Kochen (z. B. Cooking Simulator),
- Medizinische Simulation (z. B. Theme Hospital),
- Krisen- und Rettungssimulation, in dem der Spieler Einsatzkräfte wie Polizei, Feuerwehr, Spezialeinheiten, Rettungssanitäter etc. meist in Echtzeit lotsen, planen und koordinieren muss (z. B. Emergency)
- Kriminelle Ermittlung (siehe auch Krimispiel)
- oder Jagd (z. B. The Hunter).

Neben Simulationen, die aus der Sicht von Arbeitskräften gespielt werden und damit ein Untergenre der Lebenssimulation sind, kann es sich auch um ein Aufbauspiel handeln und Management-, Verwaltungs- und Bau-Aufgaben spielen eine wichtige Rolle. So übernimmt der Spieler in RollerCoaster Tycoon beispielsweise die Rolle des Parkmanagers. Weitere Genre-Überschneidungen kann es je nach Berufsbild und Umsetzung mit den Genre Strategiespiel, Sportsimulation, Musikspiel und Rollenspiel geben. Berufssimulationen können ebenfalls als Computerspiel-Erweiterung zu einem Spiel ergänzt werden (z. B. die Sims-Reihe). Neben dem spielerischen Nutzen können Berufssimulationen auch in der Ausbildung eingesetzt werden, z. B. bei der Ausbildung von Piloten und beim Militär. Diese unterscheiden sich allerdings stark von denen für den Unterhaltungsmarkt.

#### Dating Sim / Beziehungssimulation / Ren’ai-Simulation

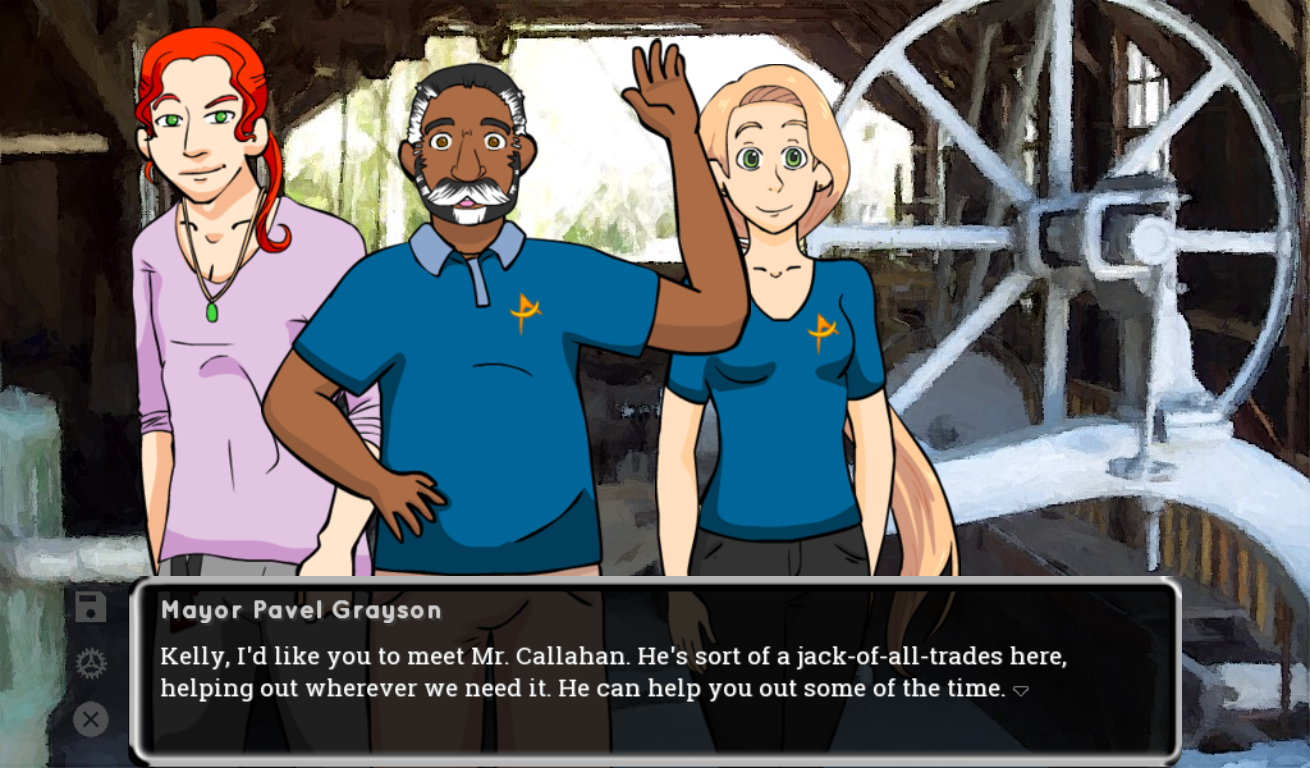
Darstellung einer Ren’ai-Simulation

Ren’ai-Simulationen sind ein Untergenre der Ren’ai-Spiele (恋愛ゲーム, ren’ai gēmu), deren Ziel der Aufbau einer Liebesbeziehung mit meist einem von mehreren Spielcharakteren ist. Ren’ai-Simulationen sind außerhalb Japans auch als Dating Sims (kurz für dating simulation) bekannt. Genauso wie der Begriff Visual Novel wird der Begriff jedoch häufig pauschal für alle Ren’ai-Spiele angewandt, unabhängig davon, ob diese einen Simulationscharakter haben oder nicht. Außerhalb vom japanischen Raum kann Simulation von Konversationen und Beziehungen eine wichtige Rolle im Adventure und der allgemeinen Lebenssimulation spielen. Spiele mit einem erotischen Charakter werden auch als Erogē oder Erotikspiel bezeichnet.

#### Survival Game
Ein Survival Game (zu Deutsch: Überlebensspiel) bezeichnet ein Computerspielgenre, bei dem der Spieler versucht, in einer Spielwelt möglichst lange zu überleben. Es unterscheidet sich von anderen Spielen, bei denen der Spieler auch das Ziel hat nicht zu sterben, vor allem dadurch, dass die Grundbedürfnisse der Spielfigur für das Überleben gesichert werden müssen und Gegenstände durch ein Crafting-System verarbeitet werden können. Es werden also überwiegend grundlegende Überlebensaufgaben und handwerkliche Aufgaben simuliert. Häufig simulieren Survival Games auch außergewöhnliche Orte wie den Weltraum (z. B. No Man’s Sky) oder die Tiefsee (z. B. Subnautica). Obwohl das Genre Merkmale einer Simulation erfüllt, wird es eher zum Action-Adventure bzw. Actionspiel gezählt.

### Aufbau, Wirtschaft und Politik

#### Wirtschaftssimulation und Aufbausimulation
Als Wirtschaftssimulation wird ein Computerspiel bezeichnet, das wirtschaftliche Zusammenhänge oft stark vereinfacht simuliert. Solch ein Computerspiel ist damit eine Sonderform einer Wirtschaftssimulation und dient als Spiel vor allem Unterhaltungszwecken, seltener auch Ausbildungszwecken. Häufig gehört dazu das Errichten von Produktionsanlagen, geschicktes Handeln oder durch das Führen eines Unternehmens, eines Vereins oder Staates möglichst viel Gewinn zu erwirtschaften und sich gegenüber Konkurrenten zu behaupten. Der Spieler wird in der Regel auf Management-/Geschäftsführungsebene angesiedelt und muss entsprechende Entscheidungen treffen. Es gibt zahlreiche Ausprägungen und Subgenres der Wirtschaftssimulationen, u. a. bezogen auf bestimmte Branchen/Wirtschaftszweige (z. B. Sportvereine, Fluglinien, Medien) und die durchzuführenden Tätigkeiten/Wertschöpfungsstufen und Wirtschaftsbereiche (z. B. Produktion/Industrie, Handel, Transport/Logistik). Daneben gibt es sowohl historische, jetztzeitige wie auch zukunftsbasierte Simulationen. Wirtschaftssimulationen können als Echtzeit-Strategiespiel oder Rundenbasiertes Strategiespiel umgesetzt werden.

#### Politiksimulation
In Politiksimulationen übernimmt der Spieler die Rolle eines Staates oder anderen Verwaltungsgebietes und kümmert sich um politische Aufgaben wie Diplomatie und Außenhandelsbeziehungen und die Erfüllung der Bedürfnisse der Bevölkerung. Das Genre kann ebenfalls Elemente einer Wirtschaftssimulation enthalten, wie die Verwaltung von wirtschaftlichen Ressourcen oder die Durchführung von Bau-Projekten. Bekannte Beispiele für das Genre sind Democracy 3, Urban Empire, Genius – Im Zentrum der Macht und Tropico. Die Verwaltung eines virtuellen Staats im Internet wird auch als Virtuelle Nation bezeichnet. Bekanntestes Beispiel hierfür ist eRepublik.

#### Städtebausimulation

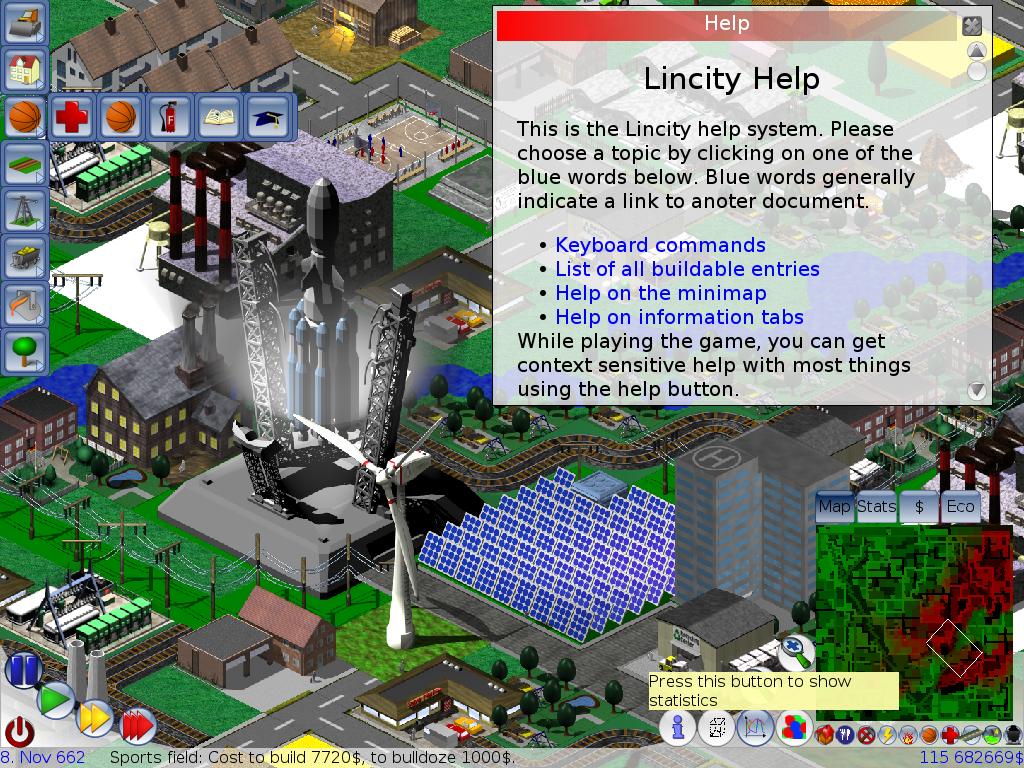
Lincity als Beispiel für eine Städtebausimulation

Die Städtebausimulation ist ein Subgenre der Wirtschafts- und Politiksimulation. In Städtebausimulationen übernimmt der Spieler die Rolle eines Bürgermeisters und kümmert sich um die Verwaltung und Bebauung der Stadt. Hierzu gehören z. B. das Bauen von Verkehrsverbindungen, das Aufbauen eines Energie- und Versorgungsnetzes, die Verwaltung von Wohn-, Geschäfts- und Industriegrundstücken und das Bauen von öffentlichen Einrichtungen aus Bereichen wie Bildung und Wissenschaft, Gesundheit, öffentliche Sicherheit und Umweltschutz. Dabei stellt auch die Wirtschaft, die Bedürfnisse der Bevölkerung, die Lage der Umwelt und die Handelsbeziehungen mit Nachbarstädten eine wichtige Rolle. Städtebausimulationen unterscheiden sich nach zeitlicher und räumlicher Einordnung und dem Realitätsgrad. Bekannte Beispiele sind SimCity, Cities: Skylines, Caesar, CityVille, Anno-Reihe, Surviving Mars, Die Siedler. Das erste erfolgreiche Spiel der Art war SimCity aus dem Jahr 1989. Aus diesem Genre haben sich weitere Bauspiele (z. B. für Freizeitparks (Roller Coaster Tycoon), Häuser (SimTower) oder Flughäfen (Airport City)) entwickelt.

### Militärsimulation
Eine Militärsimulation bzw. Kriegssimulation versucht militärische Operationen möglichst originalgetreu darzustellen. Sie orientieren sich damit an Kriegsspielen und Planspielen. Statt viel Action soll eine Militärsimulation vor allem Authentizität und Realismus in der Steuerung und im Gameplay vermitteln. Daher stehen die Taktik und Strategie sowie die Fachkenntnis über Waffen und Fahrzeuge im Vordergrund. Häufig sind Militärsimulationen entweder dem Genre Strategie und Taktikspiel, wo der Spieler mehrere Einheiten koordinieren muss oder Taktik-Shooter, wo der Spieler in die Rolle eines Soldaten schlüpft, zuzuordnen. Beispiele für Militärsimulationen sind Arma: Armed Assault, Blitzkrieg, Hegemony, Operation: Flashpoint und Delta Force. Militär-Fahrzeugsimulationen wie Kriegsschiffen (z. B. World of Warships) oder Panzern (z. B. World of Tanks) können ebenfalls zu dem Genre gezählt werden. Militärsimulationen werden auch zu der Rekrutierung von neuen Soldaten eingesetzt, z. B. durch das Spiel America’s Army oder Werbung der Bundeswehr in Social Media und auf der Gamescom. Ferner werden Militärsimulationen auch in der Ausbildung von Soldaten eingesetzt. Zivile Einsätze für Krisensituationen werden als Rettungssimulation bezeichnet. Bekanntestes Beispiel ist die Emergency-Reihe.
Eine Militärsimulation bzw. Flugsimulation, die selbst den Ansprüchen von manchen Luftstreitkräften zur technischen und taktischen Übung gerecht wird, ist der Digital Combat Simulator.

### Sportsimulation

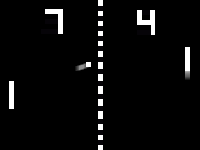
Pong aus dem Jahr 1972 war eines der ersten Computerspiele für den Heimmarkt und simulierte das Tennis-Spiel.

Eine Sportsimulation (umgangssprachlich auch Sportspiel) ist ein Computerspielgenre, in dem ein oder mehrere Spieler virtuell eine Sportart ausüben können. Mittlerweile gibt es für praktisch jede Sportart mehrere entsprechende Computerspiel-Pendants. Beliebte Untergenres sind die Rennsimulation und die Fußballsimulation. Die reale physische Beteiligung durch ein Computerspiel wird auch als Exergaming bezeichnet.

### Fahr- und Flugzeugsimulationen

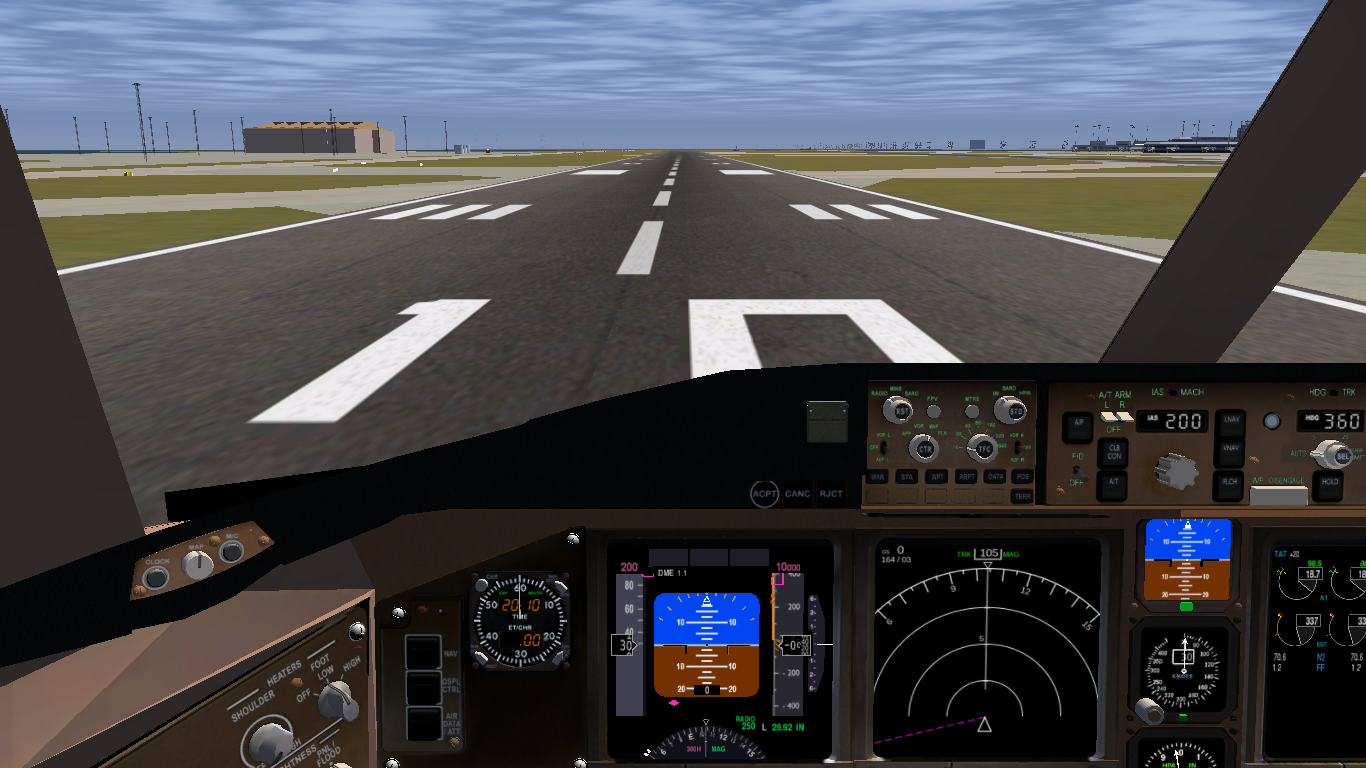
FlightGear, ein Beispiel für eine Flugsimulation

In Fahrzeugsimulationen hat der Spieler die Möglichkeit, Fahrzeuge zu fahren und anzupassen. Dabei soll meist eine realistische und möglichst originalgetreue Abbildung hinsichtlich Technik, Fahrphysik und Steuerungstechnik gewährleistet werden. Die Steuerung kann zum Beispiel durch Peripheriegeräte wie einem Lenkrad, Pedalen mit einem Fahrsitz oder einem Joystick realistischer gestaltet werden. Einen weiteren wichtigen Aspekt stellt die originalgetreue Darstellung von Maschinen dar und die Möglichkeit diese durch Fahrzeugtuning anzupassen. Auch der Wettkampf entweder direkt in einem Rennen oder Zeitrennen stellt ein wichtiges Element der Rennsimulation dar. Neben Rennsimulationen kann aber auch der Fokus auf dienstliche Einsätze mit dem Fahrzeug gelegt werden. Fahrzeugsimulationen lassen sich unterteilten in
- Rennsimulation,
- Zugsimulation,
- Marinesimulation,
- Flugsimulation und
- Weltraum-Flugsimulation.
- Ferner lässt sich auch eine Einteilung nach Einsatzgebiete wie Militär (z. B. Panzersimulation), Motorsport, Transportwesen, Bau- und Landwirtschaftsfahrzeug oder Einsatzfahrzeug vornehmen. Auch Elemente aus dem Bereich Science-Fiction (z. B. Kampfroboter oder UFOs) oder Fantasy (z. B. Besen reiten) können unter das Genre fallen.

### Umwelt und Natur

#### Göttersimulation
Innerhalb dieser Spiele agiert der Spieler als Gott (oder im Fall von Populous: The Beginning als Schamane), wobei er meist ein Volk zu Ruhm, Wohlstand und/oder Alleinherrschaft führen muss. Die Interaktion mit diesem Volk verläuft oft indirekt, indem der Gott die Umwelt verändert oder aber eine Kreatur, beispielsweise einen Riesen (Doshin the Giant) befehligt. Die Göttersimulation ist je nach Sichtweise ein Strategiespiel oder eine Sonderform der Wirtschaftssimulation, auch wenn einige Merkmale abweichen können. Zum Beispiel gehören in Göttersimulationen anders als in reinen Wirtschaftssimulationen oft kriegerische Handlungen zum Spielverlauf. Göttersimulationen sind meistens als Echtzeitstrategie-Spiele ausgeführt. Als erste Göttersimulation wird oftmals Utopia von 1981 für das Intellivision genannt.

#### Evolutionssimulation
In Evolutionsimulationen ist es die Aufgabe des Spielers die Weiterentwicklung von Lebewesen durch Evolution zu begleiten und zu beeinflussen. Der Spieler kann zum Beispiel Mutationen durch einen Skilltree freischalten. Bekannte Beispiele sind Spore oder Ancestors: The Humankind Odyssey. Häufig sind diese Spiele auch Strategiespiele oder Clicker Games. Überschneidungen kann es mit der Göttersimulation geben, obwohl sich diese Spiele am Kreationismus und weniger der Evolutionstheorie orientieren.

### Sonstige Simulationstypen

#### Simulation von realen Spielen
Dies sind zum Beispiel Gesellschafts-, Automaten- oder Kasinospiele, Tabletop wie z. B. Flipper oder Schach, die auf dem Computer oder auf der Konsole gespielt werden können. Das Verfügbarmachen von Computerspielen auf einer Konsole für eine andere Plattform durch einen speziellen Emulator wird als Emulation und nicht Simulation bezeichnet.

#### Musikspiel
Musikspiele sind zwar nicht automatisch Simulationsspiele, können aber bestimmte Bereiche, wie das Spielen eines Musikinstruments, das Singen in der Karaoke-Bar oder das Tanzen simulieren.

#### Simulator-Parodie
Aufgrund der Welle der vielen Simulationsspiele zu den unterschiedlichsten Themen wurde dieser Trend durch einige Spiele satirisch und parodistisch gewürdigt. Bei diesen Spielen steht der Humor mehr im Vordergrund als eine realistische Simulation. Bekannte Beispiele sind der Goat Simulator, Octodad, I Am Bread und der Surgeon Simulator. Während einige Parodien noch den Kriterien eines Computerspiels entsprechen, sind bei anderen Werken die Grenzen zum Non-Game fließend.